# Морер, Альфред
Альфред Генри Морер (Маурер) (англ.  Alfred Henry Maurer; 21 апреля 1868 — 4 августа 1932) — американский художник, в начале карьеры импрессионист, впоследствии модернист.

## Биография
Родился в Нью-Йорке в семье Луи Морера (1832—1932), художника и литографа, иммигранта из Германии. В шестнадцать лет Морер ушел из школы и поступил на работу в литографическую фирму отца. Одновременно брал уроки у скульптора Джона Уорда и художника Уильяма Меррита Чейза. В 1897-м году Альфред Морер переехал в Париж и остался там на четыре года. В Париже он присоединился к кругу местных американских и французских художников, сторонников новых живописных веяний. Работы Морера этого периода обнаруживают отчётливое влияние одного из основоположников импрессионизма Эдуара Мане.
Четыре года спустя Морер вернулся на некоторое время в Нью-Йорк. Чтобы доказать своему скептически настроенному отцу, что его стиль живописи имеет право на существование, Альфред Морер, уговорив соседку по дому ему попозировать, за несколько часов написал маслом на картоне картину «Композицию», которая позже стала самой известной из его работ. Эта картина получила первое место в 1901-м году на Международной выставке Карнеги. Некоторое время спустя он вернулся в Париж.
В возрасте тридцати шести лет, в Париже, отойдя от «приемлемых» (как их называли многие, включая самого Морера) стилей живописи, Альфред начал писать картины в стиле кубизма и фовизма, рискуя своей репутацией как художника. Несмотря на участие в выставках, картины Морера плохо продавались. Покинув Париж незадолго до начала Первой мировой войны, Морер вернулся в дом своего отца в Нью-Йорке. Отец принял сына, но отказал ему в содержании. В течение последующих семнадцати лет Альфред жил и писал картины на чердаке отцовского дома, в безвестности, несмотря на выставки и знакомства с продавцами картин.
Морер покончил с собой через несколько недель после смерти отца, прожившего сто лет.
Картины Морера мало представлены в музеях и на выставках, большинство из них до сих пор находятся в частных коллекциях.

## Галерея

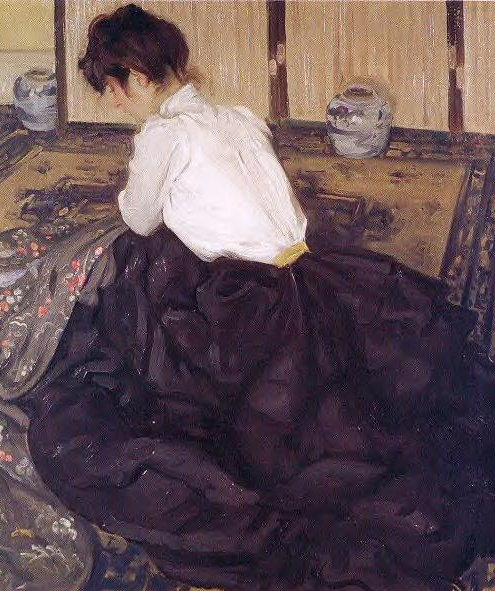
Композиция, 1901
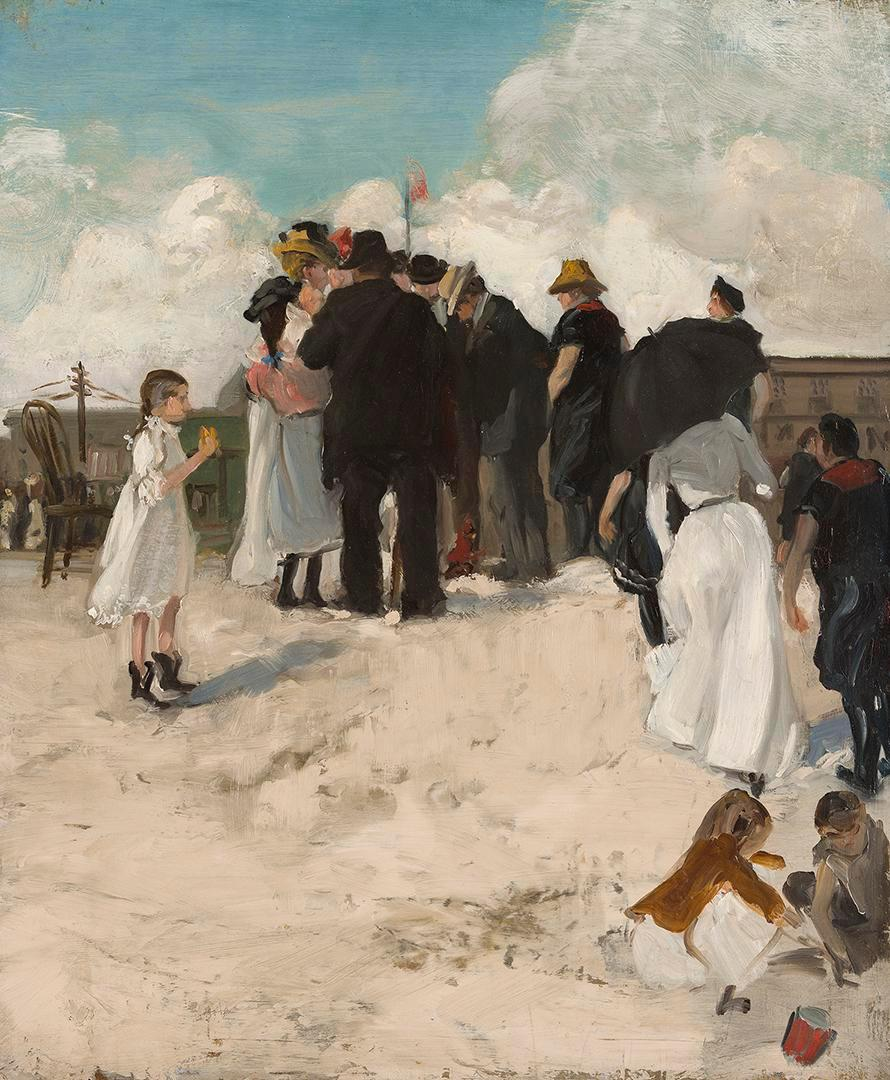
На пляже, 1901
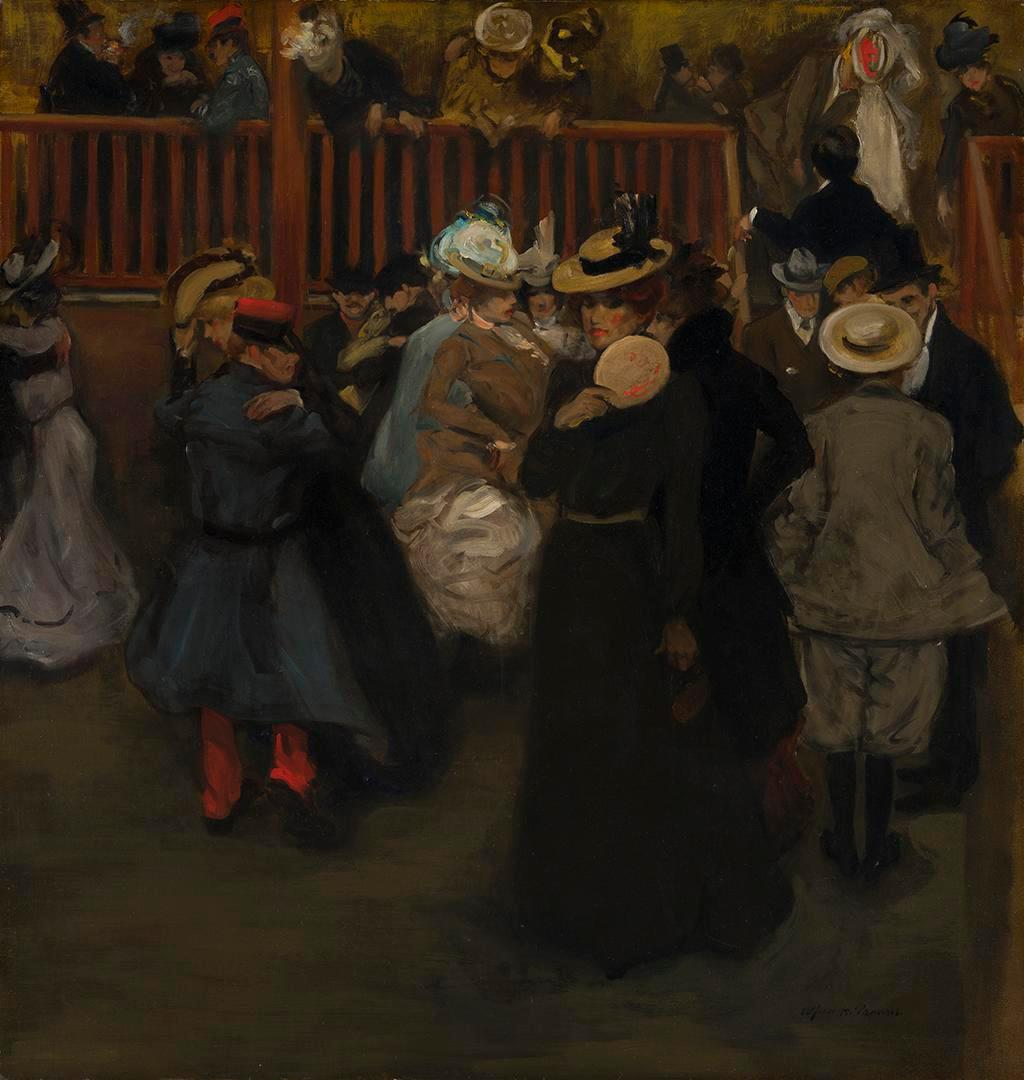
Танцы («Сцена в кафе»), 1904
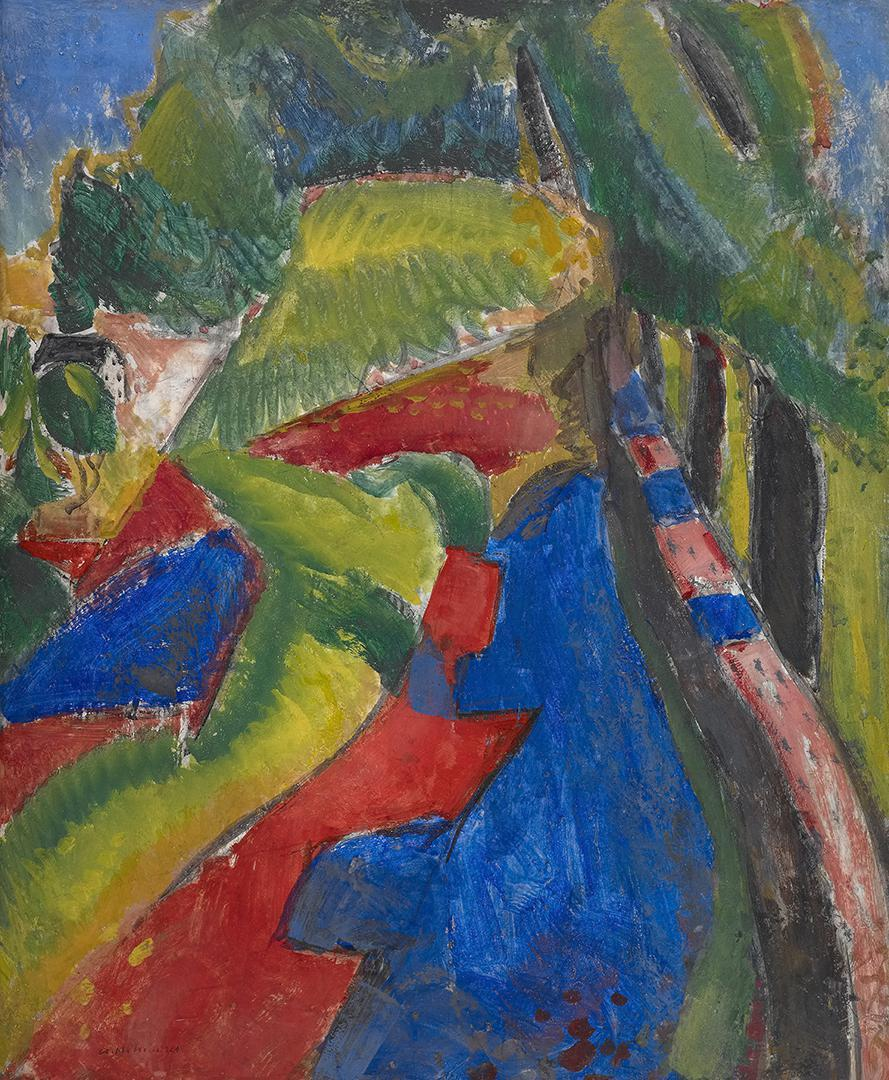
Фовистский пейзаж с красным и синим, 1909
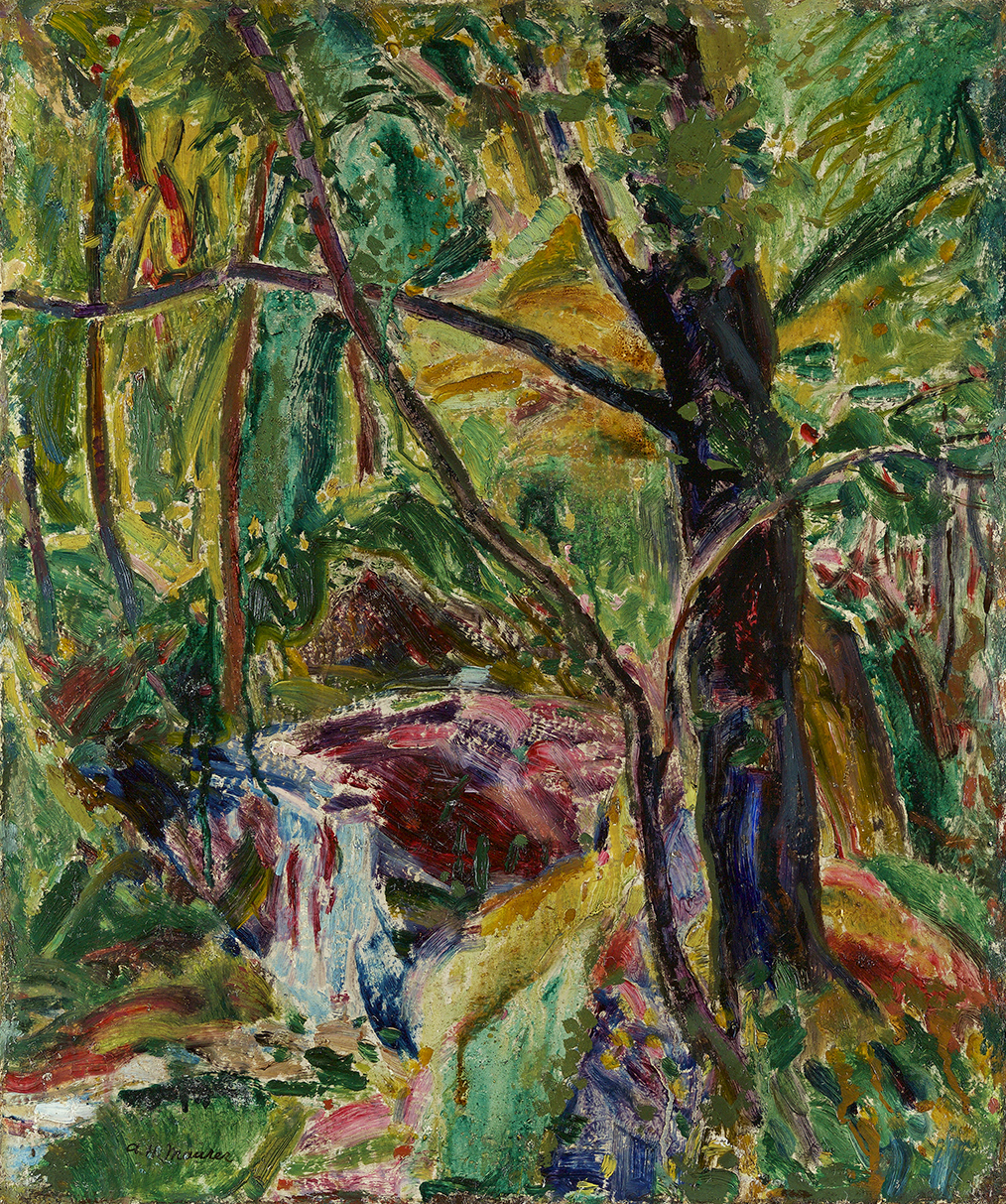
Пейзаж, ок. 1915—20
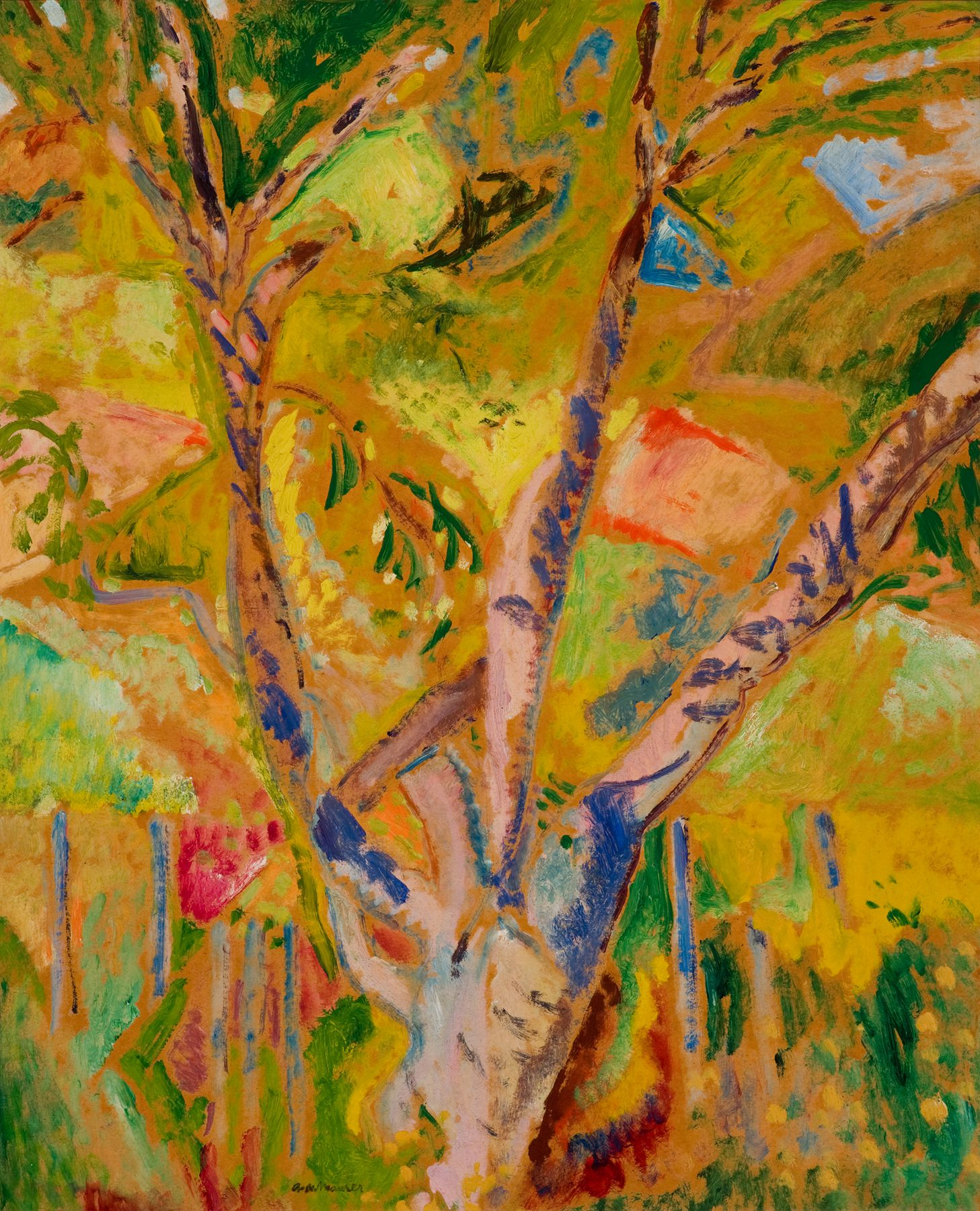
Пейзаж Прованса
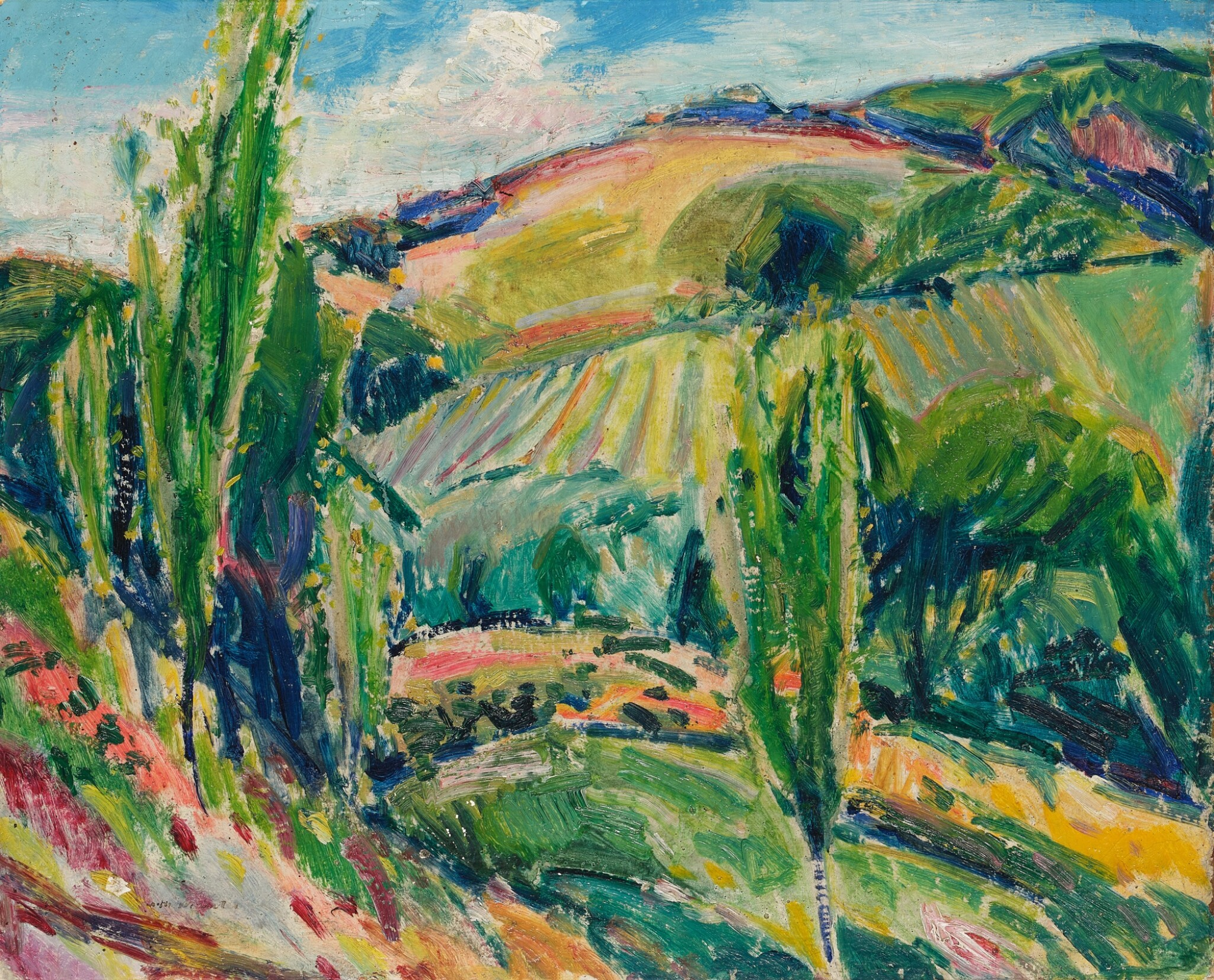
Пейзаж с тополями
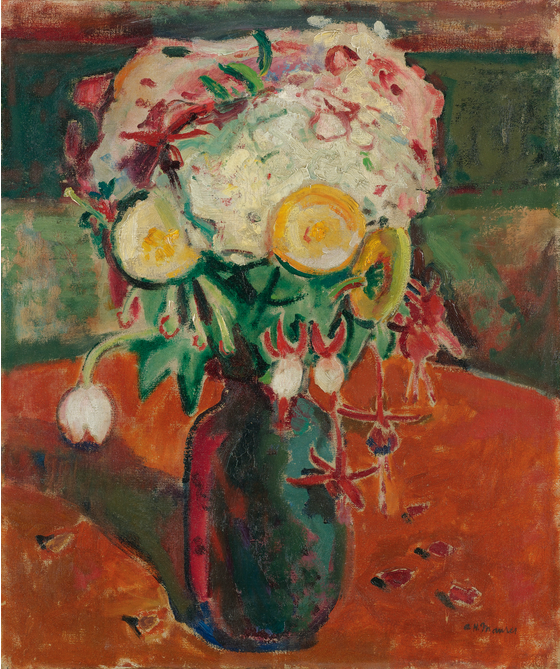
Натюрморт